# Owenton
Owenton är administrativ huvudort i Owen County i Kentucky. Orten har fått sitt namn efter militären Abraham Owen som stupade i slaget vid Tippecanoe. Enligt 2010 års folkräkning hade Owenton 1 327 invånare.

## Kända personer från Owenton
- Joseph L. Rhinock, politiker